# Zingiber yingjiangense
Zingiber yingjiangense är en enhjärtbladig växtart som beskrevs av Shao Quan Tong. Zingiber yingjiangense ingår i släktet Zingiber och familjen Zingiberaceae. Inga underarter finns listade i Catalogue of Life.